# هنس رونه
هنس رونه (دانمارکی: Hans Rønne; ۳۰ دسامبر ۱۸۸۷ – ۱۵ سپتامبر ۱۹۵۱) ژیمناست هنری اهل دانمارک بود.